# 四次構造
生化学において四次構造（よじこうぞう、英: quaternary structure）は、タンパク質の高次構造の一つで、折り畳まれた複数のポリペプチド鎖がお互いに会合した空間配置を指す。

## 概要
タンパク質の多くは2本以上のポリペプチド鎖の集合体であるが、このような巨大な集合体における個々のポリペプチド鎖のことをサブユニットと呼ぶ。サブユニットの三次構造に加え、複数のサブユニットから成るタンパク質では四次構造、つまりサブユニット同士が集合する空間配置が関わってくる。複数のサブユニットから成り、多彩な機能を持つ酵素をホロ酵素（holoenzyme）と呼ぶことがある。ホロ酵素における一部の部位を調節サブユニットと呼び、機能中心部位を触媒サブユニットと呼ぶ。四次構造を持つタンパク質の例に、ヘモグロビン、DNAポリメラーゼ、イオンチャネルなどがある。ヌクレオソームや微小管のように、多タンパク複合体と呼ばれるタンパク質の集合体も同様に四次構造を持つ。四次構造の変化は、個々のサブユニットのコンフォメーション変化や、個々のサブユニット相対位置の再編成を経て起こる。多くのタンパク質が調節を受けたり生理的機能を遂行するのは、このような四次構造変化により多量体酵素の協同性やアロステリック効果が誘発されることによる。
上記の定義は生化学の古典的アプローチに基づき、タンパク質とタンパク質性機能単位の区別が困難だった時代に成立したものである。近年、研究者たちはタンパク質の四次構造を考える時にタンパク質間相互作用に焦点を当て、タンパク質の集合体は全てタンパク質複合体として考えるようになった。

## 命名法
オリゴマー複合体中のサブユニット数は -mer （ギリシャ語で）を接頭辞に付けて表現する。正式のギリシャ＝ラテン語名は十量体まで用いられることが多いが、二十量体までの複合体に使用可能である。二十量体より複雑な複合体では、サブユニットの数をアラビア数字で -mer の前に持ってくることが一般的である。
| - 1 = monomer - 2 = dimer - 3 = trimer - 4 = tetramer - 5 = pentamer - 6 = hexamer | - 7 = heptamer - 8 = octamer - 9 = nonamer - 10 = decamer - 11 = undecamer - 12 = dodecamer | - 13 = tridecamer - 14 = tetradecamer - 15 = pentadecamer* - 16 = hexadecamer - 17 = heptadecamer* - 18 = octadecamer | - 19 = nonadecamer - 20 = eicosamer - 21-mer - 22-mer - 23-mer* - etc. |

*現在未発見の多量体
九量体以上の複合体が確認されることは滅多にないが、重要な生体物質にも例外はある。ウイルスのカプシドは60個から成るタンパク質複合体で構成されていることが多い。数種の分子機械もまた細胞内で確認される。その一つ、プロテアソームは4つの七量体環から成るため、合計すると二十八量体ということになる。その他の分子機械に、転写複合体、スプライソソームなどがある。リボソームは恐らく最大の分子機械で、多数のRNAとタンパク質分子の集合体である。

時々、タンパク質同士が会合して更に大きな複合体を形成することがある。このような場合、「二量体の二量体（dimer of dimers）」「二量体の三量体（trimer of dimers）」といったような命名法を使用する。これにより、タンパク質の複合体が単量体に乖離する前に、小規模の部分複合体に一旦乖離する可能性を示唆することができる。

## 四次構造の決定
タンパク質の四次構造は、様々な実験条件下にあるタンパク質試料に対応した多様な実験手法により決定することができる。これらの実験はしばしば天然タンパクの推定質量を与え、各サブユニットの質量や立体化学についての既知情報と協同して、ある程度の正確性を以って四次構造を予測することができる。しかし様々な理由により、正確なサブユニット組成が必ず決定できるとは限らない。
タンパク質複合体に含まれる多くのサブユニットは、無傷のままの複合体（天然溶液条件を要する）の質量や流体力学的分子体積を測定することによって決定できることが多い。折り畳まれたタンパク質では、質量は偏比容 0.73 ml/g を用いて体積から推測できる。しかし、体積測定は質量測定に比べて信頼性に欠ける。それは「折り畳まれていない」タンパク質は折り畳まれたタンパク質よりずっと大きな体積があるように見えてしまうからである。タンパク質の折り畳みがほどけているか、それともオリゴマー複合体を形成しているかを調べるなど更なる実験が必要である。

### 無傷の複合体の質量を直接測定する手法
- 沈降平衡分析超遠心
- エレクトロスプレーイオン化質量分析（EIMS）

### 無傷の複合体の大きさを直接測定する手法
- 静的光散乱
- サイズ排除クロマトグラフィー

### 無傷の複合体の大きさを間接的に測定する手法
- 沈降速度分析超遠心（並進拡散定数を測定）
- 動的光散乱（並進拡散定数を測定）
- パルス勾配タンパク質核磁気共鳴（並進拡散定数を測定）
- 蛍光偏光（回転拡散定数を測定）
- 誘電緩和（回転拡散定数を測定）

MALDI-TOF質量分析法やSDS-PAGE法のように、変性条件（タンパク質の折り畳みがほどけた条件）下で質量や体積を測定する手法は一般的には使えない。変性条件は多くの場合、複合体を単量体に乖離させてしまうからである。しかし、時にはこれらの手法が用いられることもある。例えば、一旦架橋試薬で無傷の複合体を処理した後に、SDS-PAGEを適用することは可能である。

## タンパク質間相互作用
タンパク質は他のタンパク質と共に非常に頑丈な複合体を形成することができる。例えば、リボヌクレアーゼ阻害剤はリボヌクレアーゼAに、約 20 fM の解離定数で結合できる。また一部のタンパク質では、ビオチン基（アビジン）やリン酸化チロシン（SH2ドメイン）、プロリンリッチ部位（SH3ドメイン）など、他のタンパク質の珍しい部位に特異的に結合するように進化したものもある。